# Escut i bandera de Matet
L'escut i la bandera de Matet són els símbols representatius de Matet, municipi del País Valencià, a la comarca de l'Alt Palància.

## Escut heràldic
L'escut oficial de Matet té el següent blasonament:
| « | Escut quadrilong de punta redona. En camp de gules, una flor de quatre pètals d'or. Al timbre, corona reial oberta. | » |

## Bandera
La bandera oficial de Matet té la següent descripció:
| « | Bandera de proporcions 2:3. De roig, una flor de quatre pètals d'or al centre. | » |

## Història
L'escut fou aprovat per Resolució de 26 de juny de 2000, del conseller de Justícia i Administracions Públiques, publicada en el DOGV núm. 3.797, de 20 de juliol de 2000.
Es tracta de l'escut tradicional del poble, usat si més no des del segle xvi. La flor podria ser un senyal parlant com a part d'una mata, referida al nom de la localitat.
La bandera fou aprovada per Resolució de 20 de gener de 2006, del conseller de Justícia, Interior i Administracions Públiques, publicada en el DOGV núm. 5.197, de 13 de febrer de 2006.